# A2 (Griekenland)
De A2 of Egnatia Odos (Grieks: Εγνατία Οδός, vaak vertaald als Via Egnatia) is het Griekse deel van de E90. Het is een lange oost-west georiënteerde autosnelweg in Griekenland, die zich uitstrekt van de westelijke haven van Igoumenitsa in Thesprotia tot de Grieks-Turkse grens in Kipoi bij de rivier de Evros. De weg is 670 kilometer lang. Het project begon in de jaren 90 van de twintigste eeuw en is voltooid in juni 2009.

## Route
De route gaat door de bergachtige Griekse regio's Epirus, West-Macedonië en Centraal-Macedonië en door de gebergtes de Pindos en Vermion. De weg omvat 76 tunnels (met een gezamenlijke lengte van 99 km) en 650 bruggen. Het is een gesloten snelweg met geavanceerde elektronische surveillancemaatregelen, SCADA-controles voor de verlichting en tunnelventilatie en geavanceerde voertuig-botsingabsorptie-maatregelen.
De weg komt door de departementen Thesprotia, Ioannina, Grevena, Kozani, Imathia, Thessaloniki, Kavala, Xanthi, Rodopi en Evros en door de regio's Epirus, West-Macedonië, Centraal-Macedonië en Oost-Macedonië en Thracië.
Negen grote verticale wegassen verbinden de weg met buurlanden Albanië, Noord-Macedonië, Bulgarije en Turkije.
De weg loopt vanaf Igoumenitsa via Ioannina, Metsovo, Grevena, Kozani, Veroia, Thessaloniki, Kavala, Xanthi, Komotini en Alexandroupolis naar Kipoi.
De weg bestaat uit een dubbele rijbaan met twee rijstroken per richting, een centrale reserve (middenberm) en een vluchtstrook aan de rechterkant.
Het gebied waar de weg doorheen loopt dient voor:
- 36 procent van de totale bevolking
- 33 procent van het bruto nationaal product
- 54 procent van de totale landbouwgrond en 65 procent van het totale geïrrigeerde grond
- 41 procent van de totale industriële werkgelegenheid
- 51 procent van de totale mijnbouwactiviteit.

Het project heeft betrekking op het voortbestaan van nabijgelegen gebieden van ecologische en archeologische betekenis. De bouw van de Pindosroute (dat wil zeggen van Grevena tot Ioannina) werd uitgesteld vanwege zorgen over de vernietiging van de habitat van de bedreigde bruine beer. Een nieuwe route werd voorgesteld in 2003 en opgeleverd in 2009.
De totale kost van de weg werden geraamd op ongeveer 5,9 miljard euro op het moment van de voltooiing ervan in 2009, destijds het meest ambitieuze en duurste publieke project in Griekenland. Het is een belangrijke route in het trans-Europese wegennet en maakt deel uit van de E90.

## Via Egnatia
Een deel van de lengte, ongeveer 360 km van Evros tot Thessaloniki, loopt parallel met de oude Romeinse Via Egnatia, die liep van Durrës in Albanië naar Thessaloniki en vandaar naar Byzantium (nu Istanboel, Turkije). Het project wordt dan ook de moderne Via Egnatia (in het Grieks, Egnatia Odos / Εγνατία Οδός) genoemd.
De oorspronkelijke Via Egnatia was veel langer (1120 km) en het westelijke gedeelte van Thessaloniki naar de Adriatische Zee liep veel verder naar het noorden dan de moderne weg.

## Luchthavens aan de route
- Luchthaven Ioannina
- Luchthaven Kastoria
- Luchthaven Kozani
- Luchthaven Thessaloniki
- Luchthaven Kavala
- Luchthaven Alexandroupolis